# Mengo Yokoyari
Mengo Yokoyari (jap. 横槍 メンゴ Yokoyari Mengo; ur. 27 lutego 1988 w prefekturze Mie) – japońska mangaka i ilustratorka. Zadebiutowała w 2009 roku jako rysowniczka mang dla dorosłych. Jej najbardziej znaną mangą jest seria Kuzu no honkai, która w 2017 roku została zaadaptowana na serial anime, wyprodukowany przez studio Lerche.

## Twórczość
- Haruwaka (jap. はるわか) (2010–2012)
- Mokkai shiyo? (jap. もっかいしよ ?) (2011)
- Kimi wa midara na boku no joō (jap. 君は淫らな僕の女王) (2012–2017, historia: Lynn Okamoto)
- Kuzu no honkai (jap. クズの本懐) (2012–2017)[3]
- Mega Heart (jap. めがはーと) (2013–2017)
- Retort Pouch! (jap. レトルトパウチ！) (2014–2018)[4]
- Isshō sukitte yuttajan (jap. 一生好きってゆったじゃん) (2018–2020, zbiór opowidań)
- Moja gwiazda (jap. 【推しの子】 Oshi no ko) (2020–2024, historia: Aka Akasaka)[5][6]